# Sierra Alhamilla
Sierra Alhamilla este o arie protejată (arie specială de conservare — SAC, sit de importanță comunitară — SCI, arie de protecție specială avifaunistică — SPA) din Spania întinsă pe o suprafață de 8.099,82 ha, integral pe uscat.

## Localizare
Centrul sitului Sierra Alhamilla este situat la coordonatele 36°59′40″N 2°20′52″W / 36.9945°N 2.3477°V.

## Înființare
Situl Sierra Alhamilla a fost declarat arie de protecție specială avifaunistică în octombrie 1989 pentru a proteja 33 de specii de animale. Alte tipuri de protecție:
- sit de importanță comunitară (în decembrie 1997)
- arie specială de conservare (în noiembrie 2016)[3][5][6]

## Biodiversitate
Situată în ecoregiunea mediteraneană, aria protejată conține 12 habitate naturale: Păduri de Quercus ilex și Quercus rotundifolia, Matorral arborescenți cu Zyziphus, Tufărișuri halofile mediteraneene și termo-atlantice (Sarcocornetea fruticosi), Stepe sărăturate mediteraneene (Limonietalia), Tufărișuri halo-nitrofile (Pegano-Salsoletea), Pseudostepă cu ierburi și specii anuale de Thero-Brachypodietea, Dehesas cu Quercus spp. perene, Pante stâncoase silicioase cu vegetație casmofită, Galerii și tufărișuri riverane sudice (Nerio-Tamaricetea și Securinegion tinctoriae), Tufărișuri termo-mediteraneene și de pre-deșert, Pajiști umede mediteraneene cu ierburi înalte de Molinio-Holoschoenion, Râuri mediteraneene cu debit permanent și vegetație de Glaucium flavum.
La baza desemnării sitului se află mai multe specii protejate:
- păsări (32): uliu porumbar (Accipiter gentilis), acvilă de munte (Aquila chrysaetos), Aquila fasciata, buha (Bubo bubo), Bucanetes githagineus, pasărea ogorului (Burhinus oedicnemus), șorecarul comun (Buteo buteo), ciocârlie-cu-degete-scurte (Calandrella brachydactyla), Caprimulgus ruficollis, Chersophilus duponti, șerpar (Circaetus gallicus), porumbel gulerat (Columba palumbus), dumbrăveancă (Coracias garrulus), șoim călător (Falco peregrinus), vânturel roșu (Falco tinnunculus), cinteză (Fringilla coelebs), ciocârlan (Galerida cristata), Galerida theklae, forfecuță gălbuie (Loxia curvirostra), muscar sur (Muscicapa striata), pietrar mediteranean (Oenanthe hispanica), Oenanthe leucura, ciuf-pitic (Otus scops), pițigoi de brădet (Periparus ater), Pterocles orientalis, mărăcinar negru (Saxicola torquatus), turturică (Streptopelia turtur), Sylvia conspicillata, silvie de tufiș (Sylvia undata), spârcaci (Tetrax tetrax), pănțărușul (Troglodytes troglodytes), pupăză (Upupa epops)
- mamifere (1): liliacul mare cu potcoavă (Rhinolophus ferrumequinum)

Pe lângă speciile protejate, pe teritoriul sitului au mai fost identificate 20 de specii de plante, 45 de specii de păsări, 2 specii de amfibieni, 14 specii de mamifere, 11 specii de reptile.